# Foci I de Constantinoble
Foci (en llatí: Photius, en grec antic: Φώτιος 'Phótios') (Constantinoble, circa 820 - monestir de Bordi, Armènia, 6 de febrer del 893) va ser un eclesiàstic, retòric, filòsof, gramàtic i poeta romà d'Orient. Va ser patriarca de Constantinoble amb el nom de Foci I. És venerat com a sant per l'Església Ortodoxa.

## Biografia
De llinatge il·lustre tot i que el nom del seu pare és desconegut, la seva mare es deia Irene. El seu germà es va casar amb una germana de Teodora, l'esposa de l'emperador Teòfil. Dels seus quatre germans Tarasi, Constantí, Teodor i Sergi, el primer també va ser patriarca de Constantinoble com el mateix Foci.
Va exercir com a protosecretis ('cap de justícia') a la cort, i potser protoespatari (inicialment 'capità de la guàrdia', però al seu temps potser ja només era un títol). Se sap que va dirigir una ambaixada a Assíria.

### Patriarcat de Constantinoble i primera deposició
Quan el cèsar Bardas va deposar el patriarca Ignasi de Constantinoble, l'elecció de nou patriarca va recaure en Foci, que era seglar (en una setmana va passar per tots els graus eclesiàstics: monjo el primer dia, lector el segon, sotsdiaca el tercer, diaca el quart, prevere el cinquè i patriarca el sisè) i va ser coronat l'any 858. Successius Concilis el van confirmar. Va convèncer els bisbes de donar-li suport i, finalment, només cinc es mantenien al costat d'Ignasi. L'any 863, el papa Nicolau I va anatematitzar i deposar Foci, i aquest li va llançar un contra-anatema i deposició, la qual cosa va donar lloc a la primera divisió entre les esglésies catòlica i ortodoxa.
La mort de Bardas l'any 867 per ordre de l'emperador Miquel III va anar seguida de l'assassinat del mateix emperador i l'elevació de Basili el Macedoni, que havia estat consagrat per Foci com a soci de Miquel, però a qui ara el patriarca no va voler reconèixer com a emperador a causa de l'assassinat perpetrat. Foci va ser desterrat a un monestir i Ignasi, l'antic patriarca, va tornar a ocupar la seu. Es va fer un Concili contra Foci, en què es van presentar alguns dels seus papers; aquest concili, reconegut per Roma com el VIII concili ecumènic de Constantinoble (el IV, segons l'Església oriental), es va fer el 869 i va confirmar la deposició de Foci i el nomenament d'Ignasi.

### Segon patriarcat
Per motius desconeguts, Foci va recuperar el favor de Basili i l'any 877, a la mort d'Ignasi, va ser restaurat com a patriarca i va aconseguir el suport del clergat. El papa Nicolau I havia estat succeït per Adrià II i aquest pel Papa Joan VIII. Aquest papa va acceptar reconèixer Foci com a patriarca i aixecar-ne l'excomunió, però a canvi va exigir la renúncia del patriarcat a la seva jurisdicció sobre els cristians de Bulgària, els bisbes de la qual dependrien de Roma.
Es va fer un Concili a Constantinoble (el VIII segons el grecs, el IX segons els romans) sota la presidència de Foci el 879; es va declarar la nul·litat del Concili del 869 i Foci va ser confirmat; el problema de la jurisdicció de Bulgària es va sotmetre a l'emperador. El papa va reconèixer la restauració de Foci, però no les altres decisions (els legats que havia enviat i les havien signades van resultar condemnats). Finalment, les relacions eren ja molt tenses i el papa va excomunicar altre cop Foci.

### Segona deposició i mort
En aquest temps, Foci apareix unit al monjo Miquel de Santabaren, al qual va fer bisbe d'Eucaita a la Regió del Pont i que va adquirir notable influència. Basili I va morir el 886 i el va succeir el seu fill Lleó VI el Filòsof, enemic de Miquel de Santabaren, a qui no va tardar a fer caure. Uns oficials van acusar Foci i Miquel de conspirar contra l'emperador per posar a un parent de Foci al tron. El patriarca va acabar confinat al monestir de Bordi a Armènia. Miquel va ser cegat i desterrat (més tard, el van fer tornar i va viure fins al temps de Constantí VII Porfirogènit). Foci ea va quedar a Armènia fins a la seva mort, el 6 de febrer del 893. El van enterrar al cenobi de Merdosagares.

## Obra escrita
Els llibres principals de Foci són:
- 1. Μυρόβιβλον ἢ Βιβλιοθήκη, Myriobiblion seu Bibliotheca. Aquesta és la més important i valuosa obra de Foci. Es pot descriure com un compendi de la literatura grega antiga fet per un estudiós d'una gran erudició i de bon judici.
- 2. Επιτομὴ ἐκ τω̂ν ἑκκλησιαστικω̂ν Φιλοστοργίου ἀπὸ φωνη̂ς Φωτίου πατριάρχου, Compendium Historiae Ecclesiasticae Philostorgii quod dictavit Photius patriarcha. Presenta una interessant història del conflicte entre els arrians i els ortodoxos grecs al segle iv.
- 3. Νομοκανών or Νομοκάνονον, Nomocanon, s. Nomocanonon, s. Nomocanonus, s. Canonum Ecclesiasticorum et Legum Imperialium de Ecclesiastica Disciplina Conciliatio s. Harmoniia. Aquesta obra dona constància dels immensos coneixements legals de l'autor. Tracta dels cànons dels Apòstols i dels que reconeixia l'església ortodoxa.
- 4. Περὶ τω̂ν ζ οἰκονμενικω̂ν συνόδων, De Septem Conciliis Oecumenicis. Forma part d'una col·lecció d'epístoles
- 5. Επιστολαί, Epistolae. Es conserva un nombre considerable de cartes de Foci. Fabricius les enumera i les inclou a la Bibliotheca Graeca.
- 6. Λέξεων συναγωγή s. Λεξικόν, Lexicon. Conservat en manuscrit anònim, se li atribueix. Només se'n conserva una part
- 7 Αμφιλόχια, Amphilochia. Te forma de respostes a determinades preguntes, i es dirigeix a Amfilòquios de Cízic. Lleó Al·laci, un crític no gaire amistós de les obres de Foci, diu d'aquesta que serveix molt bé com a guia per l'aprenentatge i la discussió de l'Escriptura.
- 8. Adverssis Manichaeos s. Paiulicianos Libri Quatteor, dividit en quatre llibres. No es conserva el títol en grec, i és un conjunt de textos ben argumentats contra el maniqueisme. Consta de diverses parts:
  - 1. Διήγνσις περὶ τη̂ς Μανιχαίων ἀναβλαστήσεως, Narratio de Manichacis recens repullulantibus.
  - 2. ̓Απορίαι καὶ λύσεις τω̂ν Μανιχαίων, Dubia et Solutiones Manichaeorum.
  - 3. Του̂ Φωτίου λόγος Γ, Photii Sermo III.
  - 4. Κατὰ τη̂ς τω̂ν Μανιχαίων ἀρτιφυου̂ς πλα̂νης, ̓Αρσενίῳ τῳ̂ ἁγιωτάτῳ μοναχῳ̂ πρεσβυτέρῳ καὶ ἡγουμένῳ τω̂ν ἱερω̂ν, Contra repullalantem pullalantem Manichaeorum Errorem ad Arsenium Monacham Sanctissimum Presbyterum et Praefectum Sacrormn.
- 9. Κατὰ τω̂ν τη̂ς παλαι̂ας ̔Ρώμης ὅτι ἐκ Πατρὸς μόνου ἐκπορεύεται τὸ Πνει̂ μα τὸ ἁγίον ἀλλ' οὐχὶ καὶ ἐκ του̂ Υἱου̂, Adversus Latinos de Processione Spiritns Sancti. Conté proposicions sil·logístiques.
- 10. Ομιλίαι, Homiliae. Se'n conserven diverses:
  - 1. Εκφρασις τη̂ς ἐν τυι̂ς βασιλείοις νέας ἐκκλησίας τη̂ς ὑπεραγίας Θεοτόκου ὑπὸ Βασιλείου του̂ Μακεδόνος οἰκοδομηθείσης, Descriptio Novae Sancissimae Dei Genitricis Ecclesiae, in Palatio a Basilio Macedone exstructae. Un discurs pronunciat el dia de la dedicatòria de l'església descrita.
  - 2. Εὶς τὺ γενέσιον τη̂ς ὑπεραγίας Θεοτόκου, Homilia in Sanctissimae Dei Genitricis Natalem Diem.
  - 3. In Sepulturam Domini.
  - 4. Περὶ του̂ μὴ δει̂ν πρὸς τὰ ἐν τῳ̂ βίῳ λυπηρὰ ἐπιστρέφεσθαι, Quod non oporteat ad praesentis Vitae Molestias attendere. Aquest text potser no és una homilia sinó el fragment d'una carta.
- 11. Ερωτήματα δέκα σὺν ἴσαις ται̂ς ἀποκρίσεσι, Interrogationes decem cum totidem Responsionibus, s. Συναγωγαὶ καὶ ἀποδείξεις ἀκριβει̂ς ἀκριβει̂ς συνειλεγμέναι ἐκ τω̂ν συνοδικω̂ν καὶ ἱστορικω̂ν γραφω̂ν περὶ ἐπισκόπων καὶ μητροπολιτω̂ν καὶ λοιπω̂ν ἑτέρων ἀναγκαίων ζητηματων, Collectiones accurataeque Demonstrationes de Episcopis et Metropolitis et reliquis aliis necessariis Quaestionibus ex Synodicis et Historicis Monumentis excerptae.
- 12. Εἰς τὸν Λουκα̂ν ἑρμηνείαι, In Lucam Expositiones. Uns escolis sobre l'Evangeli de Lluc.
- 13. Canonica Responsa. Dirigida a Lleó, arquebisbe de Calàbria.
- 14. Commentarius in D. Paidi Epistoles.
- 15. Catena in Psalsmas. Sembla que Foci només en va ser el compilador.
- 16. Homiliae XIV.
- 17. Odae, Odes, en nombre de nou.
- 18. Επιτομὴ τω̂ν πρακτικω̂ν τω̂ν ἑπτὰ οἰκουμενικω̂ν συνόδων, Epitome Actorusn Conciliorum septenm Generalim.
- 19. Syntagma.
- 20. Περὶ τη̂ς του̂ ἁγίου Πνεύματος μυσταγωγίας, De Spiritus Sancti Disciplina Arcana, s. Περὶ του̂ ἁγίου καὶ ζωοποιου̂ καὶ προσκυνητου̂ πνεύματος, Liber de Spiritu Sancto.
- 21. Τὰ παρὰ τη̂ς ἐκκλησίας τω̂ν Λατίνων αἰτιώματα μερικά, Adversus Latinorum Ecclesiam Criminationes Pariculares. Un llibre molt curt.
- 22. Contra Francos et Latinos.
- 23. Adversus Iconomachios et Paulicianos, and De Differentia inter sacras lmagines atque Idolae (fragment).

## Veneració
Per a l'Església ortodoxa, Foci és un dels fundadors de l'Ortodòxia en distanciar-se del papa de Roma, posant les bases del posterior Gran Cisma d'Orient l'any 1054. L'Església ortodoxa el venera com a sant; la seva festivitat és el 6 de febrer.